# Ambient
Az „ambient stílus” gyűjtőnév zenei alkotások számára, amely  többféle, komponálási és előadási módszerek, hangzás stb. tekintetében egymástól meglehetősen eltérő stílust foglal magába. A műfaj neve, melyet Brian Eno angol zenész  alkotott meg, az angol ambience - környezet, légkör - kifejezésből ered; ennek magyarázata, hogy Eno olyan zenei stílus megalkotásával kísérletezett, amely képes visszaadni, „lefesteni”, illetve zeneileg újraalkotni egy bizonyos hangkörnyezetet (adott térben, időben hallható hangok összessége). Ez nem feltétlenül zenei hiperrealizmust jelent (bár az ambient-előadóktól ez sem áll távol), hanem annál elvontabb, gondolat- és érzelemtársításon alapuló kapcsolatot (mint pl. a  Music for Airports c. Eno-lemez esetében, amely nem repülőtéri zörejek összessége, hanem minimalista hangszeres zene, amely magát a repülőtér épületét, amely megindította az alkotó fantáziáját, próbálja zeneileg „újrakomponálni”).
Az ambient törekvéseit tágabban szokás értelmezni annál, mint amit a név sugall (ez már Enonál is megfigyelhető volt):  sok ambient alstílust pusztán a hangzás és hangulat, nem pedig egy konkrét, lefestendő környezet (ha van egyáltalán ilyen) alapján neveznek el (psybient, illbient, space ambient stb.)
Az ambient mozgalom törekvései több, önállóan is létező zenei stíluson belül is megfogalmazhatóak, de magára az ambientre amúgy is jellemző a stíluskeveredés; az eszközök sokfélesége, így a jazz, az elektronikus zene, valamint a klasszikus és new age-irányzatok egyaránt építőkövei lehetnek. Leggyakrabban elektronikus hangszerek jelentik a fő irányvonalat, de mindezek keveredhetnek a klasszikus zene, és más országok, kultúrák tradicionális hangszereivel is. Gyakran alkalmaznak bennük az életből vett különféle zajokat (utcazaj, lépések, ajtónyikorgás, stb.). Az ambient hatása kimutatható a kortárs komolyzenében is (Iannis Xenakis, Ligeti György).
Az ambientet általában meditatív, erős gondolati vagy érzelmi töltéssel rendelkező irányzatnak tartják, tánczeneként való felhasználhatósága erősen atipikus. Jellemzői: a lassú vagy közepes tempó, a ritmushangszerek, vagy akár a hagyományos zeneiség teljes hiánya: pusztán horrorisztikus zörejekből, vagy akár állathangokból is lehet egy CD-nyi ambient „dalt” alkotni; a zenei motívumok összefüggésének, egymásba való logikus fejlesztésének hiánya, a természetes hangkörnyezetekben általában meglévő véletlenszerűség vagy kiszámíthatatlanság imitálása. Az sem ritka, hogy a szerzők a kompozíciót ihlető tájon, vagy környezeten helyszíni felvételeket készítenek a táj v. környezet hangzásáról, rögzítve az ott felvehető hang-atmoszférát.    Bár meg-megújulóan képes szubkultúrát generálni maga körül, üzleti szempontból ritkán volt sikeres műnemnek nevezhető.

## Története
Az ambient, mint fogalom a zenei világban az 1970-es évek végén született meg, s főképp Brian Eno nevéhez köthetjük. Eno a Roxy Music nevű (az újhullámos előadók közé sorolt) zenekarban való működése (billentyűsként) mellett, szólókarrier építésébe kezdett, amelyre jellemző volt a kísérletezés, a populáris zene könnyen befogadható formáitól való eltérés a minimalizmus és a gondolatiság felé.
Ő volt az első, aki ebben a műfajban adott ki lemezt, 1978-as albuma a Music for Airports címet viselte. Eno a lemezborítón álló szövegben a „Muzak Inc.” enviromentális zenéit nevezte meg egyik fő inspirációként; bár ebben a programadónak tekinthető írásban egyben el is határolta saját stílusát („Ambient Music”) a környezeti aláfestő zenéktől. Saját bevallása szerint kezdetben senki nem vette komolyan, ellenkezőleg, az ebben az időben kiadott lemezeit „művészieskedő tréfának gondolta a zenekritikusok többsége”.
1980 környékére egy mutáción esett át a műfaj, s megjelentek a kizárólag elektronikus alapokra épülő ambient zenekarok. Úttörő képviselőjük a Tangerine Dream volt, akik Eno lemezei és az ambient szó megalkotása előtt készítettek olyan zenéket, melyeket utólag könnyű az ambient műfaj iskolapéldájaként értelmezni (Zeit - dark ambient, Alpha Centauri - dark ambient, space ambient). A Tangerine Dream azonban sosem szerette ezt a címkét (sőt, Froese, a frontember nyilatkozataiban az „elektronikus zene” kifejezést is visszautasította [forrás?]).
A hetvenes évek közepén zenéjük melodikusabbá vált (Phaedra, Rubycon), ami egybeesett a szintetizátorok elterjedésével, ez az új, sajátos, de nem egyedül általuk művelt „szekvenszer-ambient” („berlini iskola”-hangzás) megint csak stílusteremtőnek bizonyult. Más, elsősorban a new age és az experimentális zene vonalán belül mozgó előadók is írtak rendkívül közismertté lett ambient stílusú dalokat, sőt albumokat, mint Vangelis, Jean-Michel Jarre vagy Mike Oldfield.
Az ambient uralkodó változata kb. a nyolcvanas évek közepétől megfigyelhetően a new age lett, nagyon sok zenész nyitott e stílus irányába. Ilyenek voltak David Arkenstone, Jean-Michel Jarre, Jean Ven Robert Hal, az egykor Tangerine Dream-tag Klaus Schulze, de maga a Tangerine Dream is. Ide sorolhatjuk a korai Kraftwerk dalokat és a The Art of Noise egyes albumait is. Az ambient összekapcsolódott a meditációs zene és a chillout fogalmával.
A nyolcvanas évek második felében az elektronikus ambient stílus nagy fokú kifejlődése és differenciálódása volt tapasztalható. E korszak neves előadói közt található az Aphex Twin, a The Orb és még sokan mások. Számos független kiadó látott fantáziát a műfajban, mint pl. a Rising High, a Warp, a Fax, az Eye Q, az R&S, ill. az ambient dubra specializálódott Waveform. Ezek az évek az ambient egyik üzletileg sikeres korszakát alkották, amikor a műfajba sorolható stúdió- és válogatásalbumok eladott példányszámai erősen megközelítették a rockzenei lemezekét. A kilencvenes évek elejére megjelentek az ambient house, ambient techno és ambient dub zenék is. Az ambient house-t a The Orb és a The KLF egykori, illetve aktuális tagjai alkották meg, Alex Patterson és Jimmy Cauty, meglovagolva az étert és a zeneipart elöntő dance-techno hullámot, de nem elsősorban ebből, hanem a techno korai detroiti formájából, valamint az acid elemeiből, valamint az experimentális és experimentális rock zenéből (Brian Eno, Harold Budd, Robert Fripp) építkezve.
A stílust további alcsoportokra bontják, melyet elsősorban a zenei mondanivaló, téma, ill. a hangok, a hangszerelés határozza meg. A kétezres évek környékén az ambient, mint szubkultúra, újabb virágzásnak indult, több újabb, kizárólag ezzel a zenével foglalkozó (független) lemezkiadó is alakult (például a francia Ultimae Records), és új alstílusok jelentek meg.

## Alágak

### Technika és hangszerelés szerint
- electronic ambient
- organic ambient
- neo-classical ambient
- drone ambient
- landscape music
- ambient rock

### Hangzás és hangulat szerint
- nature inspired ambient
- space music
- dark ambient
- psychedelic chillout /psybient
- illbient
- tribal ambient
- isolationist ambient
- ambient groove
- ambient dub
- ambient house

### Külső hivatkozások
- Ambient.blog.hu